# آبشار بلوکان

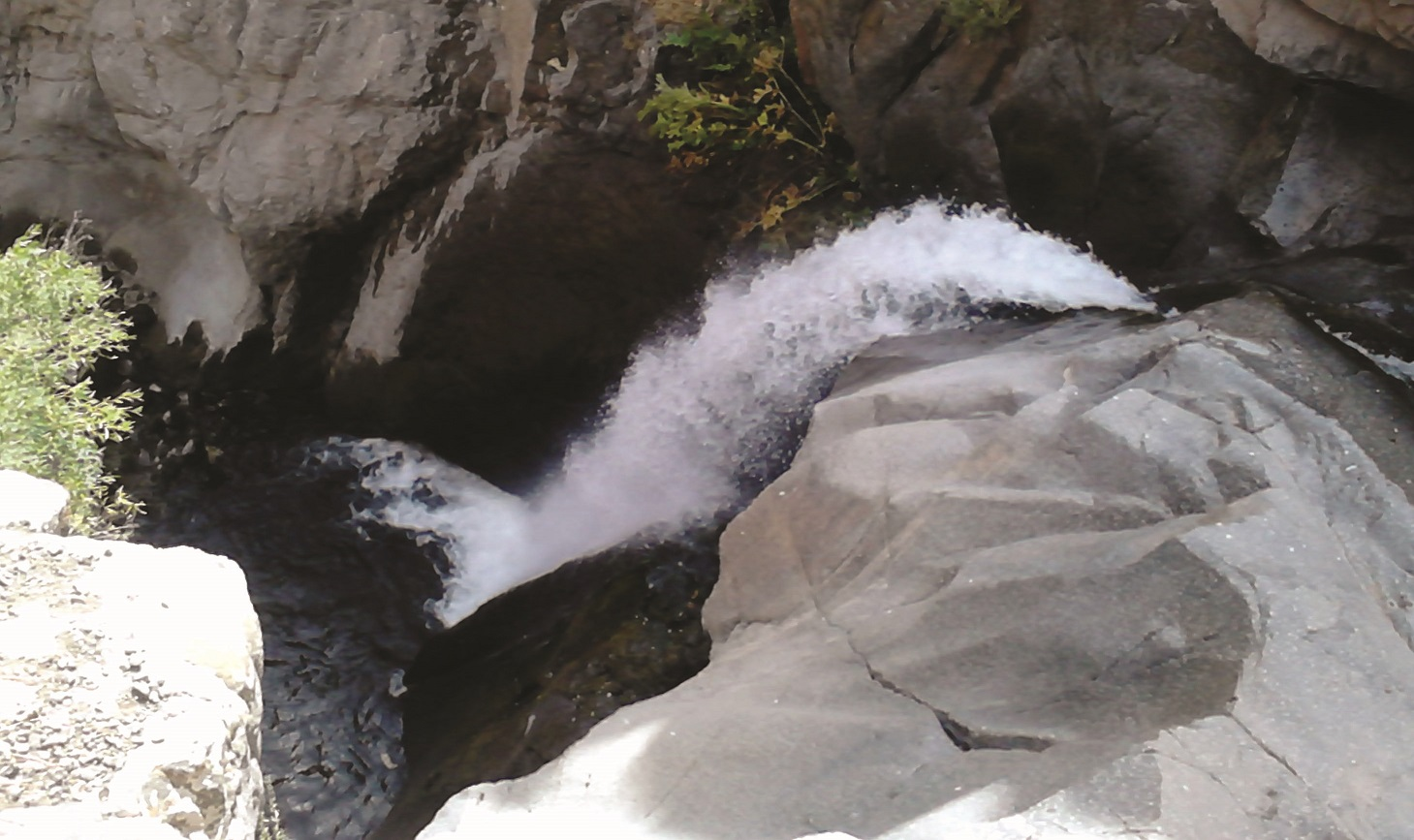

آبشار بلوکان در استان آذربایجان شرقی واقع است. این آبشار در ۴ کیلومتری شمال  روستای بلوکان در میان دره‌ای سرسبز قرار دارد. (از خود روستا تا بالای آبشار اصلی حدوداً ۲ ساعت پیاده راه است) آبشار بلوکان در ارتفاع ۲۱۸۰ متری از سطح دریا قرار گرفته و ارتفاعی در حدود ۱۰ متر دارد. در مسیر این دره رودخانه بلوکان جاری است. این رودخانه از ارتفاعات بزغوش واقع در  بالادست آبشار سرچشمه گرفته و پس از عبور از دره بلوکان و سیراب نمودن اراضی کشاورزی پایین دست به رودخانه شهر چایی می‌ریزد. رودخانه شهر چایی خود به قزل اوزن ریخته و در نهایت به دریای خزر می‌ریزند. روستای بلوکان از توابع دهستان بروان شرقی از دهستان‌های بخش ترکمانچای شهرستان میانه استان آذربایجان شرقی است. دسترسی به این آبشار از طریق شهرستان ترکمنچای، جاده خاکی روستای یوخاری سوماً (سومای بزرگ)، روستای دستجرد و سپس روستای بلوکان میسر است. از میانه به این آبشار زیبا حدوداً ۴۰ دقیقه راه است.
بالاتر از آبشار منطقه ایست که از درختان و درختچه‌های
گوناگون مثل زالزالک پوشیده شده است و دامن خوبی برای زندگی و قایم شدن حیوانات
وحشی مانند گراز، خرس و ... می‌باشد.
اواخر پاییر بدلیل وجود حیوانات وحشی زمان مناسبی برای رفتن به آبشار نیست. پس مواظب باشید.